# Coleophora tristella
Coleophora tristella is een vlinder uit de familie van de kokermotten (Coleophoridae). De wetenschappelijke naam van de soort is voor het eerst geldig gepubliceerd in 1890 door Staudinger.